# Заппа, Дива
Дива Заппа (англ. Diva Zappa; род. 30 июля 1979, Лос-Анджелес, США) — американская художница, также известная несколькими ролями в кино и на телевидении и записью одного камеди-сингла.

## Биография
Дива родилась в Лос-Анджелесе в 1979 году. Она — младший ребёнок в семье музыканта Фрэнка Заппы и его жёны Гейл. У неё есть двое старших братьев (Дуизил и Ахмет) и сестра Мун Юнит.
Своё имя Дива получила, по словам Фрэнка, из-за громкого голоса:

Её было слышно за 300 ярдов.
Оригинальный текст (англ.)She's audible at 300 yards.

В возрасте 12 лет выиграла награду в конкурсе плакатов за постер о жестоком обращении с детьми.

## Карьера
Дебют Дивы в кино состоялся в 1998 году, когда она вместе со своими братьями и сестрой снялась в фильме «Анархия ТВ». Также она появлялась в таких фильмах как «Дети кукурузы 5: Поля страха» (1998), «Блондинка в шоколаде» (2006) и в различных телевизионных шоу, включая «Фелисити», «Братья и сёстры» и «Майти Буш».
В 1999 году Заппа выпустила камеди-сингл When the Ball Drops, при записи которого участвовали Типпер Гор и Кристин Гор.
Заппа занимается дизайном одежды под брендом Hade Made Beauty, в который, в первую очередь, входят трикотажные или вязаные изделия: в основном шляпы, пончо и юбки. Процент от продаж Заппа жертвует в фонд Creative Visions. Обучалась вязанию у Лори Меткалф. Заппа выпускает одежду без какого-либо планирования, предпочитая спонтанность.
Вязаное платье «Во всю длину», сшитое Заппой, носила жена бас-гитариста группы Metallica Роберта Трухильо — Хлоя Трухильо на церемонии 2009 Grammy Awards. Также Заппа сделала плащ для Диабло Коди.

## Выборочная фильмография
- 1997: Anarchy TV
- 2001: Play Dead
- 2006: Pledge This!